# تاتيانا غوسين
تاتيانا غوسين (باليونانية: Τατιάνα Γκούσιν، ولدت في 26 يناير 1994) هي لاعبة قفز عالي يونانية من أصل مولدوفي. تنافست في رياضة القفز العالي للسيدات، أول مشاركتها في الأحداث الدولية كانت ظهورها في بطولة العالم لألعاب القوى 2017. شاركت في حدث القفز العالي في دورة الألعاب الأولمبية الصيفية 2024 في باريس، وتمكن من تجاوز مرحلة التصفيات حيث حجزت مكانًا في نهائي القفز العالي للسيدات في الألعاب الأولمبية ولتكون هذه أول مشاركة يونانية منذ 28 عاماً عندما توجت نيكي باكويانيس بالميدالية الفضية الأولمبية في أولمبياد أتلانتا 1996، تمكن تاتيانا من تحقيق قفز صحيح بمسافة 1.92 متر من المحاولة الثاني ما كان كافياً لمنحها التذكرة العبور إلى نهائي القفز العالي في 4 أغسطس 2024، في المحاولة الأول بمسافة 1.83 م ومن ثم مسافة 1.88 م، من ثم تجاوزت من المحاولة الثاني بمسافة 1.92 م. لم تتمكن من الوصول إلى ارتفاع 1.95 مترًا، في النهائي انهت الحدث في المركز التاسع.
قبل الألعاب الأولمبية حصلت تاتيانا على المركز الأول في الوثب العالي في لقاء هوستوبيك بجمهورية التشيك بعد اجتيازه مسافة 1.91 متر. إذا حاول تسجيل رقم قياسي شخصي مطلق بتجاوز 1.93 مترًا دون أن يكتب لها النجاح، لذا تعتبر مسافة 1.91 متر هو أفضل أداء لها قبل الألعاب الأولمبية.